# 터커 원
기하학에서, 터커 원(영어: Tucker circle)은 삼각형의 세 변의 평행선과 반평행선을 번갈아 가며 이어 만든 내접 비단순 육각형의 6개의 꼭짓점이 공통으로 지나는 원이다.

## 정의
삼각형 {\displaystyle ABC}의 내접 비단순 육각형 {\displaystyle PQRSTU}의 3개의 변 {\displaystyle PQ}, {\displaystyle RS}, {\displaystyle TU}가 각각 삼각형의 변 {\displaystyle BC}, {\displaystyle CA}, {\displaystyle AB}의 반평행선이며 남은 3개의 변 {\displaystyle QR}, {\displaystyle ST}, {\displaystyle UP}가 각각 삼각형의 변 {\displaystyle AB}, {\displaystyle BC}, {\displaystyle CA}의 평행선이거나, 또는 전자는 평행선이며 후자는 반평행선이라고 하자. 그렇다면 육각형 {\displaystyle PQRSTU}는 외접원을 갖는다. 이 원을 삼각형 {\displaystyle ABC}의 터커 원(영어: Tucker circle)이라고 한다. 육각형의 임의의 5개의 변에 대한 조건은 남은 한 변에 대한 조건을 함의한다. 따라서 직선 {\displaystyle AB} 위의 임의의 점 {\displaystyle P}에서 출발하여 위 조건을 만족시키는 내접 비단순 육각형을 구성할 수 있다.

## 성질
주어진 삼각형 {\displaystyle ABC}의 모든 터커 원의 중심은 대칭 중점 {\displaystyle K}와 외심 {\displaystyle O}를 지나는 직선 {\displaystyle KO} 위의 점이다.:92, §9.4

## 예
주어진 삼각형에 대하여, 다음과 같은 원들은 터커 원의 특수한 경우이다.

### 외접원
외접원은 {\displaystyle P=Q=A}, {\displaystyle R=S=B}, {\displaystyle T=U=C}인 경우의 터커 원으로 여길 수 있다.

### 제1 르무안 원
삼각형 {\displaystyle ABC}의 대칭 중점 {\displaystyle K}를 지나는 각 변 {\displaystyle BC}, {\displaystyle CA}, {\displaystyle AB}의 평행선 {\displaystyle ST}, {\displaystyle UP}, {\displaystyle QR}와 남은 두 변의 교점을 각각 {\displaystyle S}와 {\displaystyle T}, {\displaystyle U}와 {\displaystyle P}, {\displaystyle Q}와 {\displaystyle R}라고 하자. 그렇다면 {\displaystyle PQ}, {\displaystyle RS}, {\displaystyle TU}는 삼각형 {\displaystyle ABC}의 변의 반평행선이다. 이에 대한 터커 원을 제1 르무안 원이라고 한다.

### 제2 르무안 원
삼각형 {\displaystyle ABC}의 대칭 중점 {\displaystyle K}를 지나는 각 변 {\displaystyle BC}, {\displaystyle CA}, {\displaystyle AB}의 반평행선 {\displaystyle ST}, {\displaystyle UP}, {\displaystyle QR}와 남은 두 변의 교점을 각각 {\displaystyle S}와 {\displaystyle T}, {\displaystyle U}와 {\displaystyle P}, {\displaystyle Q}와 {\displaystyle R}라고 하자. 그렇다면 {\displaystyle PQ}, {\displaystyle RS}, {\displaystyle TU}는 삼각형 {\displaystyle ABC}의 변의 평행선이다. 이에 대한 터커 원을 제2 르무안 원이라고 한다.

### 테일러 원
삼각형 {\displaystyle ABC}의 각 꼭짓점 {\displaystyle A}, {\displaystyle B}, {\displaystyle C}를 지나는 대변의 수선의 발을 {\displaystyle H_{A}}, {\displaystyle H_{B}}, {\displaystyle H_{C}}라고 하고, 발 {\displaystyle H_{A}}, {\displaystyle H_{B}}, {\displaystyle H_{C}}을 지나는 변 {\displaystyle AB}와 {\displaystyle AC}, {\displaystyle BC}와 {\displaystyle AB}, {\displaystyle AC}와 {\displaystyle BC}의 수선의 발을 각각 {\displaystyle P}와 {\displaystyle Q}, {\displaystyle R}와 {\displaystyle S}, {\displaystyle T}와 {\displaystyle U}라고 하자. 그렇다면 {\displaystyle PQ}, {\displaystyle RS}, {\displaystyle TU}는 삼각형 {\displaystyle ABC}의 변의 반평행선이며, {\displaystyle QR}, {\displaystyle ST}, {\displaystyle UP}는 삼각형 {\displaystyle ABC}의 변의 평행선이다. 이에 대한 터커 원을 테일러 원이라고 한다.

## 역사
영국의 수학자 로버트 터커(영어: Robert Tucker)의 이름을 땄다.